# Otonyctomys hatti
Genre
Espèce
Statut de conservation UICN

 LC  : Préoccupation mineure
Répartition géographique
Otonyctomys hatti est une espèce de mammifère de l'ordre des rongeurs, la seule du genre Otonyctomys.

## Répartition et habitat
Elle vit au Brésil, au Belize et dans le nord-est du Guatemala. On la trouve dans les forêts décidues et semi-décidues, de basse altitude uniquement. 